# Stephen Robert Nockolds
Stephen Robert Nockolds (10 mai 1909 - 7 février 1990) est géochimiste, pétrologue et lauréat de la médaille Murchison de la Société géologique de Londres.

## Biographie
Robert Nockolds est né à St Columb Major, Cornouailles, fils du Dr Stephen Nockolds, chirurgien de Brighton, et de sa femme Hilda Tomlinson. Il fait ses études à l'Ascham St Vincent's School d'Eastbourne et à la Felsted School où son intérêt pour les roches se manifeste. Il étudie ensuite à l'Université de Manchester, puis obtient un doctorat au Trinity College de Cambridge. Il devient membre du Trinity College et enseigne la pétrologie à Cambridge. En 1957, il devient lecteur en géochimie à Cambridge et lecteur émérite. En 1959, il devient membre de la Royal Society, et est membre honoraire de la Geological Society of India. En 1972, il prend sa retraite de Cambridge et reçoit la médaille Murchison de la Geological Society. Il publie un ouvrage de premier plan sur la pétrologie et un grand nombre d'articles dans diverses revues.
En 1932, il épouse Hilda Jackson (1909-1976) et par la suite après sa mort en 1976, il épouse Patricia Horsley (1923 - 10 juillet 2013).

## Travaux
- Nockolds, SR Petrology for Students (1978) (ISBN 9780521291842)
- Nockolds, SR 1933 Quelques aspects théoriques de la contamination dans les magmas acides. Journal. Géol. XII, p. 563.
- Nockolds, SR 1934. La production de types de roches normales par contamination et leur incidence sur la pétrogénèse. Géol. Mag. lxxi, p. 31.
- Nockolds, SR 1934. Les tonalites contaminées du Loch Awe, Argyll. QJGS xc, p. 302.
- Nockolds, SR 1935. Contributions à la pétrologie de Barnavave, Carlingford, IFS 1, The Junction Hybrids. Géol. Mag. lxxii, p. 289.
- Nockolds, SR 1940, Pétrologie des roches de Queen Mary Land. Expédition antarctique australasienne. 1911–14. Sci. Rep. ser. A, 4, Géol. pt. 2, 15–86.
- Nockolds, SR 1941. Le complexe igné Garabal Hill-Glen Fyne. QJ géol. Soc. Londres, 96, 451–511.
- Nockolds, SR et Mitchell, RL 1946. La géochimie de quelques roches plutoniques calédoniennes : étude des relations entre les éléments majeurs et traces des roches ignées et leurs minéraux. Trans. R. Soc. Edinb., 61, 533–575.
- Tilley CE & Nockolds SR [Édité par] Actes de la partie II de la section a : Problèmes de géochimie au Royaume-Uni 1950. Couvertures en papier. Congrès géologique international. Rapport de la dix-huitième session Grande-Bretagne 1948.
- Nockolds, SR & Allen, R. 1953. La géochimie de certaines séries de roches ignées. Geochim & Cosmochim Acta, 4, 105–42.
- Nockolds, SR & Allen, R. 1954. La géochimie de quelques séries de roches ignées ––II. Geochim & Cosmochim Acta, 5, 245–85.
- Nockolds, SR & Allen, R. 1956. La géochimie de quelques séries de roches ignées––III. Geochim & Cosmochim Acta, 9, 34–77.
- Hutton, CO et Nockolds, SR 1978. La pétrologie de Nevis, îles sous le vent, Antilles. Institut des sciences géologiques, géologie d'outre-mer et ressources minérales 52: 1–31.